# Masdevallia pyknosepala
Masdevallia pyknosepala är en orkidéart som beskrevs av Carlyle August Luer och Cloes. Masdevallia pyknosepala ingår i släktet Masdevallia och familjen orkidéer.
Artens utbredningsområde är Peru. Inga underarter finns listade i Catalogue of Life.